# Phyllophilopsis longipes
Phyllophilopsis longipes là một loài ruồi trong họ Tachinidae.